# Ramata Ly-Bakayoko
Pour les articles homonymes, voir Ly et Bakayoko.
Ramata Ly-Bakayoko, née le 29 juin 1955 à Abidjan, est une femme politique ivoirienne.
Elle a présidé pendant six ans la commission régionale d’experts du bureau Afrique de l’Ouest de l’Agence universitaire de la Francophonie. Au moment de sa nomination à la tête du Ministère de l’Enseignement supérieur et de la Recherche scientifique, Ramata Ly-Bakayoko était la présidente de l'université Félix-Houphouët-Boigny de Cocody.
Elle fut ministre de l'Enseignement supérieur et de la Recherche scientifique du 12 janvier 2016 au 4 juillet 2018, à la suite de la dissolution du gouvernement. Ainsi, après le remaniement ministériel, Ramata Ly-Bakayoko est nommée ministre de la Femme, de la Famille et de l'Enfant le 10 juillet 2018 jusqu'en avril 2021. Elle est mariée et mère de 3 enfants.
Elle est nommée déléguée permanente de la Côte d'Ivoire auprès de l'UNESCO avec résidence à Paris, le 8 septembre 2021.

## Biographie
Professeure titulaire des universités, c’est en juillet 1994 qu’elle obtient sa titularisation en odonto-stomatologie, section pédodontie-prévention (Cames), après l’agrégation en novembre 1990. En juin 1974, elle réussit au baccalauréat série mathématiques et sciences physiques. 
Elle est vice-présidente du conseil d’administration du centre régional d’évaluation en santé et d’accréditation des établissements sanitaires en Afrique et membre de nombreux organes comme le conseil scientifique de l’Agence universitaire de la francophonie (Auf) et de l'Académie nationale de chirurgie dentaire de France. 
La professeure Ramata Ly-Bakayoko est présidente de la commission scientifique de l’Institut International d'Ingénierie de l'Eau et de l'Environnement (2iE) et également présidente du jury de la section odonto-stomatologie concours d’agrégation de médecine, pharmacie, odonto-stomatologie, médecine vétérinaire et productions animales du Cames (2004, 2006, 2008, 2010).

### Carrière scientifique[7]
- 1994 : professeur titulaire des universités
- 1994 : obtention du diplôme de titularisation du Conseil africain et malgache de l'enseignement supérieur (CAMES) en odontostomatologie
- 1990 : maître de conférences agrégé en pédodontie-prévention (odontologie pédiatrique)
- Novembre 1990 : admise au concours d’agrégation en odontostomatologie du CAMES
- Juillet 1986 : maître assistant, chef de travaux
- Septembre 1982 : assistant chef de clinique
- 1980 : soutenance d'une thèse de doctorat avec la mention très honorable en chirurgie dentaire à l’université de Paris VII.
- 1974 : obtention du baccalauréat série mathématiques et sciences physiques option C

### Publications
La professeure Bakayoko-Ly Ramata a publié, comme chercheur, 97 articles, et encadré jusqu’à soutenance 47 thèses pour le diplôme de docteur en chirurgie dentaire et 6 thèses de 3ème cycle en sciences odontologiques.

### Fonctions occupées
Ramata Ly-Bakayoko a occupé les postes suivants :
- Ministre de l'Enseignement supérieur et la Recherche scientifique : Janvier 2016
- Présidente de l'université Félix Houphouet-Boigny de Cocody : de 2011 à 2016
- Chef du département de santé publique : 1998-2006,
- Directeur du Laboratoire de santé publique, plantes médicinales et cardiologie : depuis 1998.
- Chef du service de pédodontie – prévention-épidémiologie du centre de consultations et de traitements odonto-stomatologiques (CCTOS) - CHU de Cocody : depuis 1991
- Chef du département d'odonto-stomatologie pédiatrique : depuis 1985.

### Distinctions Honorifiques
Durant sa carrière, Ramata Ly-Bakayoko a reçu plusieurs distinctions.
En Côte d'Ivoire :
- Chevalier dans l'Ordre du Mérite de l'Éducation nationale de Côte d'Ivoire : 1999,
- Commandeur dans l'Ordre du Mérite de l'Éducation nationale de Côte d'Ivoire : 2006,
- Chevalier dans  l'Ordre national de Côte d'Ivoire : 2008,
- Officier dans l'Ordre du Mérite ivoirien : 2012.

Dans le monde  :
- Chevalier dans l'Ordre du Mérite de l'Éducation nationale du Mali : 2006,
- Officier de l'Ordre des Palmes académiques du Gabon : 2012,
- Officier de l'Ordre des Palmes académiques du Togo : 2014,
- Chevalier de l'ordre de la Valeur du Cameroun,  2015.
- distinguée au grade de docteur honoris causa par les académiciens de l'université de Franche-Comté de Besançon[12], institution vieille de six siècles.